# Nyleta
Nyleta (лат.) — род наездников из подсемейства Scelioninae (Scelionidae, или Platygastridae, по другим классификациям). В род включают два вида. Ареал: Юго-Восточная Азия (Вьетнам, Лаос, Непал, Таиланд), Африка (Нигерия), Австралия (Квинсленд), Андаманские и Никобарские острова (Индия).

## Описание
Мелкие наездники-сцелиониды (около 3 мм). Nyleta можно определить по следующим признакам: скафион присутствует (передняя часть мезоскутума; у близкого рода Oxyteleia он отсутствует), метаскутеллум двузубый, сложные глаза голые, переднеспинка сбоков без эпомиального киля; метасома у самки с шестью видимыми тергитами, маргинальная жилка на переднем крыле короче стигмальной жилки, постмаргинальная жилка длинная, более чем в два раза больше стигмальной жилки. Жвалы 3-зубчатые. Усики 12-члениковые и у самок и у самцов. Формула голенных шпор 1-1-1. Брюшко вытянутое, плоское.

## Систематика
Род был впервые описан в 1926 году австралийским энтомологом Alan Parkhurst Dodd (1896—1981). Сходен с родами Oxyteleia и Merriwa двумя шипами на метаскутеллуме, крупными голыми глазами, маргинальными жилками короче стигмалий и длинным постмаргиналиями. Nyleta можно отличить от Oxyteleia следующим образом: У Oxyteleia и Merriwa аксиллярный киль развит задним краем в шип, чего нет у Nyleta. Род Nyleta можно спутать с некоторыми видами Calotelea Westwood, которые также имеют двузубый метаскутеллум для размещения рога над тергитом T1 у самок. Однако род Calotelea легко отличить по тому, что его маргиналии не достигают размера стигмы, в то время как у Nyleta маргиналии значительно меньше стигмы. Маснер (1976) поместил Nyleta в трибу Psilanteridini подсемейства Scelioninae.
- Nyleta onge  Veenakumari, 2016[1]
- Nyleta striaticeps Dodd, 1926[3]